# Drostei (Pinneberg)

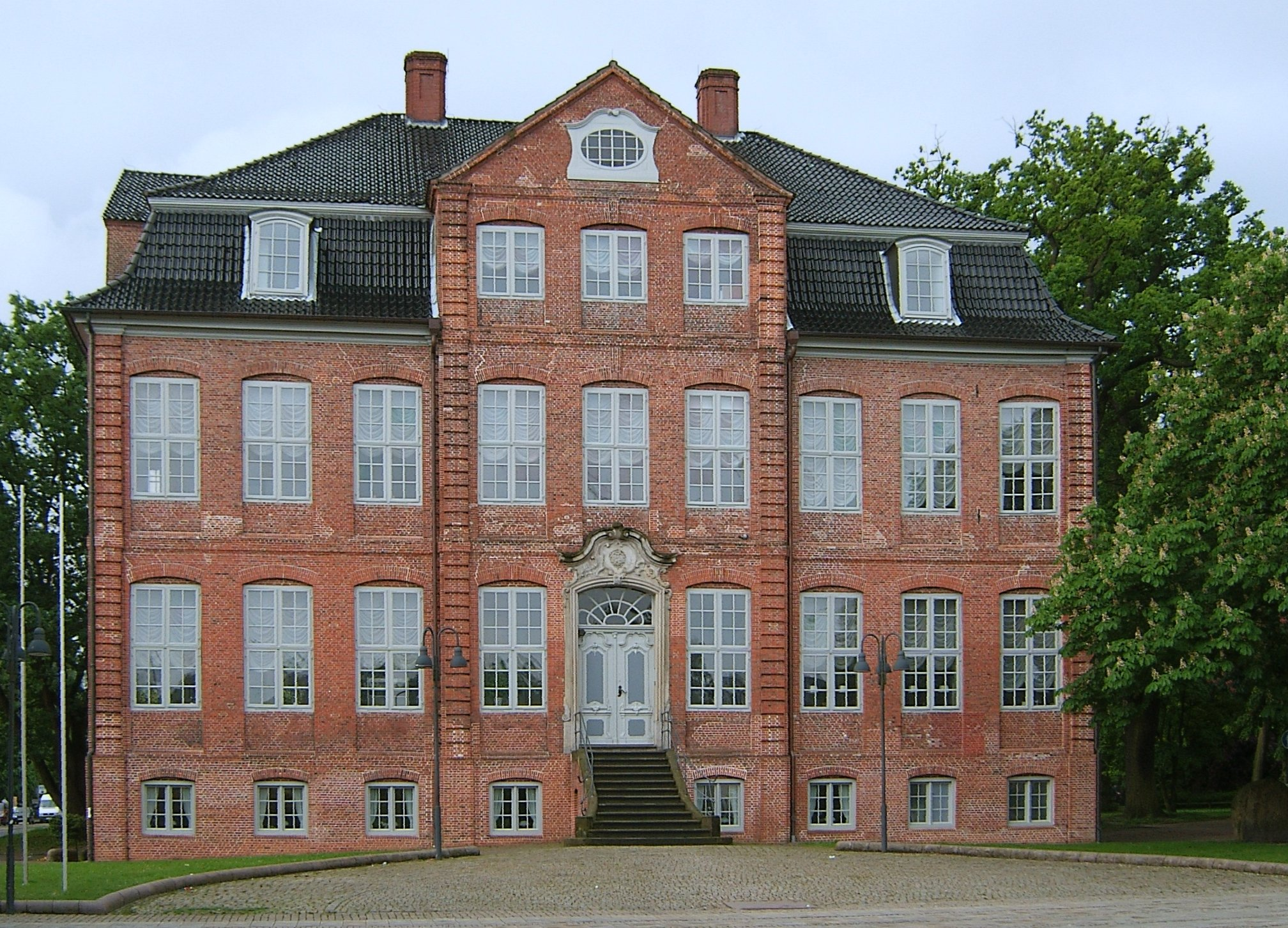
Die Drostei in Pinneberg

Die Drostei in Pinneberg in Schleswig-Holstein ist ein denkmalgeschütztes Stadtpalais, es gilt als eines der Hauptwerke des norddeutschen Rokoko. Das Gebäude wurde nach seinem Auftraggeber ursprünglich auch Ahlefeldt-Schloss genannt, mit der Nutzung durch die Landdroste der Herrschaft Pinneberg setzte sich später die Bezeichnung Drostei durch.

## Geschichte
Der in der Dingstätte 23 gelegene Backsteinbau wurde in den Jahren 1765–1767 errichtet. Als Architekten vermutet man Ernst Georg Sonnin (1713–1794), der die Drostei für den Landdrosten Hans von Ahlefeldt (1710–1780) gebaut haben soll. Sonnin wird auch das bauähnliche Palais Doos in Wilster zugeschrieben, eine eindeutige Zuschreibung gelang bisher allerdings in beiden Fällen nicht. Andere Quellen geben auch Georg Greggenhofer (1728–1779) und noch andere Cai Dose (ca. 1700–1768), den Baumeister der Rellinger Kirche (1754–1756), als Architekten an. 
Bis zur Mitte des 19. Jahrhunderts diente das Gebäude als Sitz der Landdroste der Grafschaft Pinneberg, dann der Landräte des Kreises. 1929 bezog das Pinneberger Katasteramt zunächst die untere Etage des Hauses, ab 1938 auch die seit 1933 von der Pinneberger SA als „Standartenhaus“ genutzten oberen Räume.
Von 1984 bis 1991 wurde die Drostei grundlegend restauriert. Der hinter dem Gebäude liegende und um 1800 im englischen Stil gestaltete Park dient heute als öffentliche Grünanlage. Seit 1991 ist in der Drostei ein Kulturzentrum auf Kreisebene untergebracht. Als „Haus des Barock und der Moderne“ bietet die Drostei ein vielseitiges Kulturprogramm. Ein Schwerpunkt liegt auf Ausstellungen zeitgenössischer Kunst und Fotografie sowie Kammermusik aus der Zeit der Renaissance und des Barock. Darüber hinaus finden in der Drostei Literaturveranstaltungen und Konzerte zeitgenössischer Musik statt. Einmal im Monat finden in der Drostei Trauungen statt, wobei die Drostei dann als Außenstelle des Standesamtes Pinneberg fungiert.

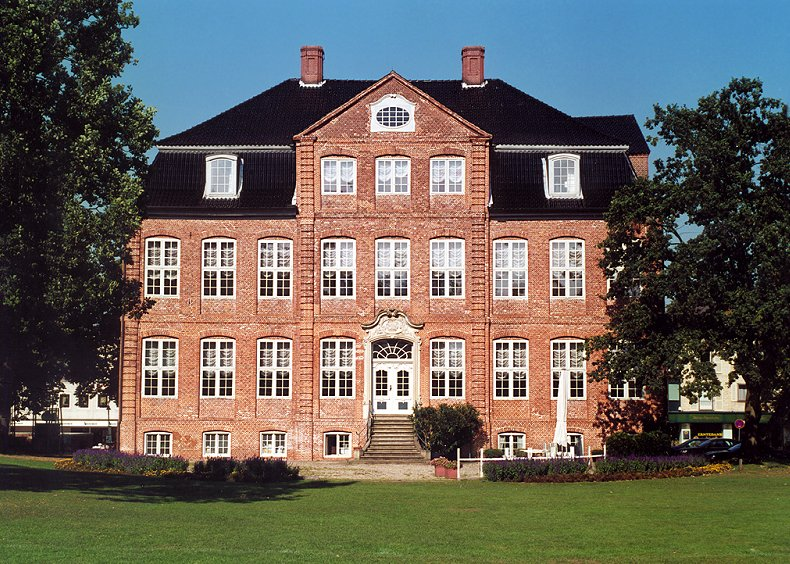
Südansicht der Drostei

## Der Bau
Der stattliche zweigeschossige Ziegelrohbau mit Mansarddach in schwarzglasierter Pfannendeckung weist große hölzerne Kreuzsprossenfenster in Stichbogenblenden zwischen Mauerpfeilern auf, die Gebäudeecken werden durch rustizierte Lisenen betont. Die neunachsigen Breitfronten sind gleichartig gegliedert mit Sandsteinportalen über einläufigen Treppen in dreigeschossigen, dreieckig übergiebelten Mittelrisaliten, der Schweifgiebel des Hauptportals ist über der zweiflügeligen Oberlicht-Haustür mit einem Wappen von Ahlefeldt/von Grote geschmückt. Über den fünfachsigen Schmalseiten befindet sich jeweils ein Zwerchhaus.

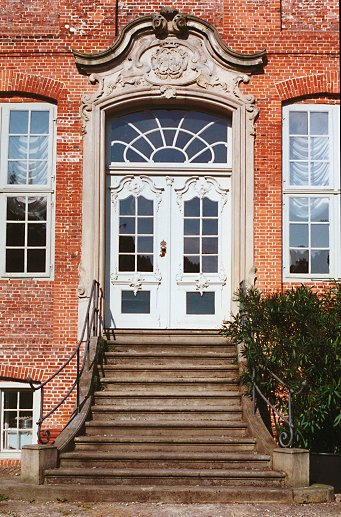
Blick auf das Portal

Die originale Raumaufteilung ist erhalten. Links an die Eingangshalle – mit schwarz-weißen Marmorfliesen – schließt sich das hölzerne Treppenhaus an, zur Gartenseite erstrecken sich drei Salons en filade, die farbige Stoffwandbespannungen nach alten Mustern aufweisen. In der Mitte des 1. Obergeschosses befindet sich ein durchgehender Festsaal, die Decken und Ofennischen der Haupträume sind elegant stuckiert. Die alten Öfen in den verschiedenen Sälen sowie das Mobiliar mit einem Tafelklavier in einem der kleineren Räume sind nicht ursprünglich zugehörig. Im Dachgeschoss sind zwei Türen, die aus den Wandholzvertäfelungen des sehr viel kleineren Vorgängerbaus stammen. Im Keller, der heute ein Restaurant beherbergt, ist der Küchenkamin von Bedeutung.

## Drosteipark
Die älteste Darstellung der Gartenanlage stammt aus dem Jahr 1736 und zeigt einen klassisch-französischen Barockgarten. Eine vom Haus ausgehende, sich zuspitzende Hauptachse teilte die Gartenanlage und endete an der Stelle des heutigen Bahnhofs im Fahlt (Stadtwald). Im Jahr 1765 wird ein „Materialien-Haus“, ein Orangenhaus sowie jeweils ein beheiztes Treib- und Glashaus erwähnt. Unmittelbar westlich des Drosteigeländes befand sich der sogenannte Küchengarten. Ein um 1800 entstandenes Aquarell zeigt den Drosteipark als Landschaftspark, die ursprünglich barocke Ausgestaltung ist nur noch in Resten erkennbar. Durch den Bau der Bahnstrecke Hamburg-Altona–Kiel im Jahr 1844 wurde ca. ein Drittel des Parkgeländes abgetrennt, 1854 wurden Teile des Parks parzelliert und in den Folgejahren bebaut (Lindenstraße, Bahnhofstraße, Moltkestraße). Im Zuge der Industrialisierung siedelten sich die Union-Eisenwerke (später Herman Wupperman Emaillierwerke) an, auf deren Gelände sich heute Wohnbebauung befindet. Nach 1918 wurde der bis dahin eingezäunte Park öffentlich zugänglich. In den 1950er Jahren erfolgte infolge des Ausbaus der Straße „Am Drosteipark“ eine Verkleinerung um ca. 7.500 m², wobei insbesondere einige hundertjährige Buchen und noch erhaltene Teile einer Lindenallee zerstört wurden. Im Zuge der IGA 1973 erfolgte eine weitere Umgestaltung, etwa der ursprünglich als Löschwasserteich konzipierten Teichanlage. Eine unmittelbar südlich des Gebäudes stehende Solitäreiche fiel 1975 einem Sturm zum Opfer.